# John Antill
John Antill (Sídney (Australia), 8 de abril de 1904 - 29 de diciembre de 1986) fue un compositor australiano, conocido por haber compuesto la suite para ballet Corroboree.

## Biografía
Antill nació en Sídney (Australia) en 1904 y fue educado en la Trinity Grammar School y en la St Andrew's Cathedral School. Luego de terminar sus estudios en 1920, se convirtió en un aprendiz en el New South Wales Government Railways. Cinco años más tarde, abandonó su trabajo allí para dedicarse a estudiar a tiempo completo en el New South Wales State Conservatorium of Music bajo la tutela de Alfred Hill. Después de su graduación, tocó en la New South Wales State Orchestra y la Sydney Symphony y entre 1932 y 1934 realizó una gira con la J.C. Williamson Imperial Opera Company.
En 1936, se convirtió en el editor musical asistente en la Australian Broadcasting Corporation (ABC). Antill permaneció en la ABC hasta su retiro en 1968, llegando a ocupar el puesto de editor musical federal.
Su obra más famosa, Corroboree, fue presentada por primera vez como una suite de concierto en 1946. Antill se basó en un corroboree, una celebración de los originarios australianos. Inicialmente, había compuesto la pieza como un ballet, pero no fue interpretado como tal hasta 1950.
En 1971, Antill fue nombrado Oficial de la Orden del Imperio Británico por sus servicios a la música australiana. En 1985, un año antes de su muerte, recibió un doctorado honorario de la University of Wollongong.